# Amphioplus congensis
Amphioplus congensis is een slangster uit de familie Amphiuridae.
De wetenschappelijke naam van de soort werd in 1882 gepubliceerd door Théophile Rudolphe Studer.